# Nietoperek

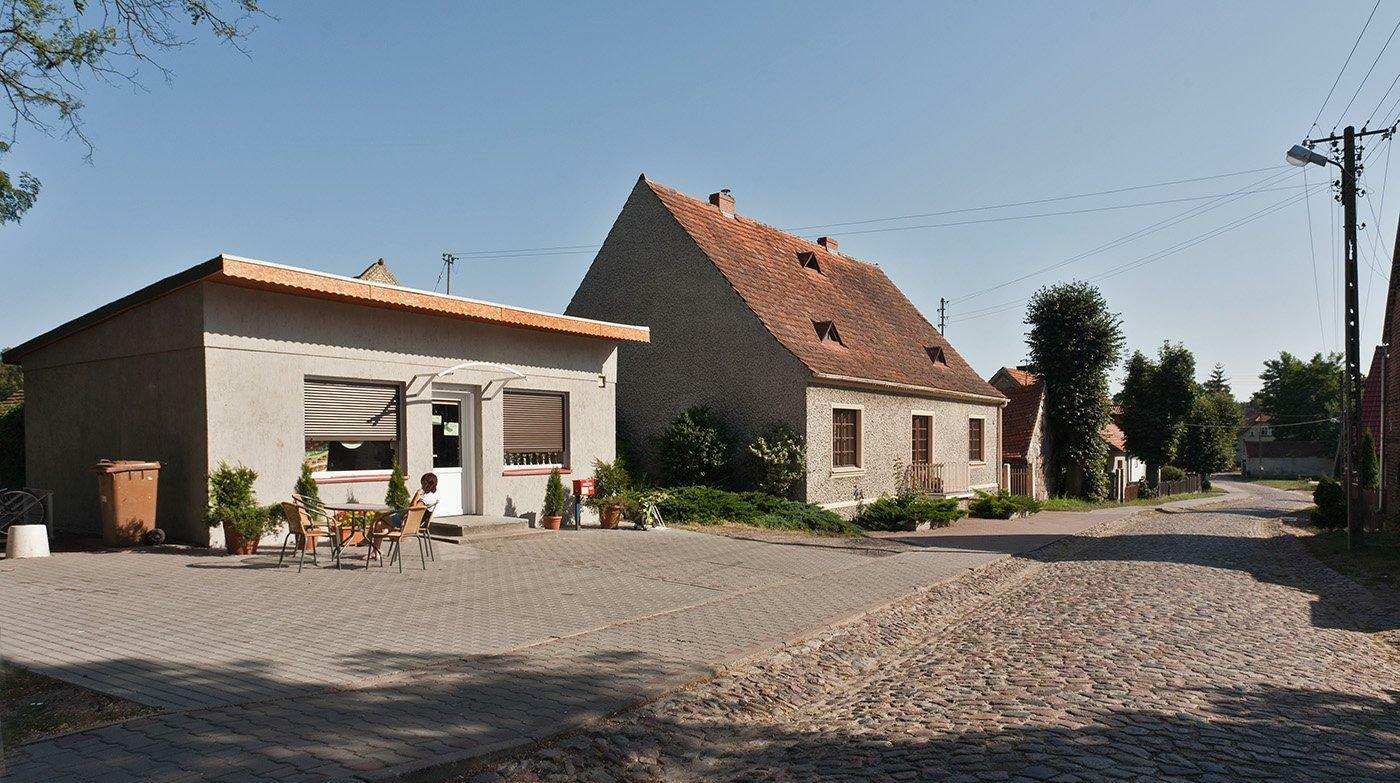
Nietoperek

Nietoperek (deutsch Nipter) ist ein Dorf in Polen in der Woiwodschaft Lebus und Teil der Gemeinde Międzyrzecz. Der heutige polnische Ortsname bedeutet übersetzt „Fledermäuschen“.

## Naturschutzgebiet Nietoperek
Die Nipter Schleife war Teil einer bedeutenden Festungsanlage im Zweiten Weltkrieg. Nach dem Krieg wurden die Bunkeranlagen der Grenzschutzbefestigungsanlage III bzw. Festungsfront Oder-Warthe-Bogen sich selbst überlassen. Diese Anlage mit einer Gesamtlänge von etwa 65 km und einem Verbindungstunnel von über 30 km, in dem sogar eine Schmalspurbahn verkehrte, wurde nach dem Weltkrieg nicht gesperrt. Bis 1957 nutzte die polnische Armee die Anlagen. Danach wurde die Anlage sich selbst überlassen.
Da sie in den Anlagen weitgehend ungestört waren und günstige Bedingungen vorfanden, siedelten sich zahlreiche Fledermäuse an. Es wurden bis zu 30.000 Fledermäuse von zwölf Arten festgestellt. Die Fledermäuse verbringen hier ihre Winterruhe und kommen teilweise aus Entfernungen bis 260 km nach Nietoperek. Die am häufigsten vertretenen Arten sind die Großen Mausohren, die Mopsfledermäuse und die Wasserfledermäuse.
1988 wurden die Anlagen vom polnischen Umweltminister offiziell zum Schutzgebiet ernannt. Die Besichtigung kann von Touristen nur mit einem Führer in einem bestimmten Teil der Anlage erfolgen.